# 习水县
习水县（旧称“鰼水”，1959年改称“习水”）是中國贵州省遵义市辖县，位于贵州北部，赤水河中游。全县幅员3128平方公里，辖26个乡镇(街道)，人口75.76万。县政府驻东皇街道，邮编564600。

## 历史沿革
习水春秋战国时期称鳛部、鳛国。汉唐以后，或属符、犍，或隶溱、变更不一。清雍正六年（1728），随遵义由四川划属贵州；道光二十年（1840），移遵义府经驻温水名温水府经，隶遵义府，为习水有建置之始。民国二年（1913）改温水府经为温水分县；民国四年（1915）撤温水分县建立鰼水县，属黔中道。1950年2月县人民政府在官渡成立。1950年4月27日因土匪骚乱，撤离官渡，5月16日起驻温水。1951年4月迁东皇至今。1959年8月经国务院批准，改鳛水县的“鳛”字为“習”。1965年经省人民委员会批准，赤水县的土城、醒民、隆兴区划规习水县管辖，习水县的官渡、长沙区划规赤水县管辖，仁怀县的回龙、桑木、永安区划规习水县管辖，1984年将人民公社更名为乡人民政府，生产大队改村民委员会，生产队改村民组，1992年建镇并乡撤区为14镇9乡；2003年撤634个小村合并为210个村，2015年撤东皇镇建东皇、九龙、杉王，将隆兴镇的原马临乡划出设马临4个街道，原民化、二郎、二里、三岔河、程寨、大坡、桃林7乡建为镇。2016年末辖杉王、东皇、九龙、马临4个街道办事处，土城、民化、同民、醒民、隆兴、习酒、回龙、桑木、永安、二郎、二里、程寨、良村、三岔河、温水、大坡、仙源、官店、桃林、寨坝20个镇，双龙、坭坝2个乡，共26个乡镇（街道），210个村委会、37个居委会（社区）。2364个村（居）民小组。辖区总人口75.76万人，其中城镇常住人口52.04万人，城镇化率43.81％。总人口中，以汉族为主，有苗、彝、回、土家、仡佬、白、水、布依、藏、佤、傣等29个少数民族。辖区东西最大距离89.5千米，南北最大距离81.5千米，总面积3127.7平方千米。人口密度为每平方千米242人。

## 地理环境

### 区位
习水位于贵州省北部，遵义市西部，东经105°50′20″-106°44′30″，北纬28°06′35″-28°50′15″。地处黔北川南渝西结合部的枢纽地带。东连贵州省桐梓县、重庆市綦江区，西接贵州省赤水市，南邻贵州省仁怀市、四川省古蔺县，北抵四川省合江县、重庆市江津区，地势东高西低。习水因特产鳛鱼而得习水河名，因河名水名而得国名县名。县人民政府驻杉王街道办事处习水东路9号。电话区号0851，邮政编码563600。距遵义市两城区180公里。距遵义茅台机场70公里。

### 水系
主要河流有赤水河及其支流桐梓河、习水河。

## 自然资源
- 习水自然资源丰富，地下矿藏有煤、铜、铝、重晶石、高岭土，石英砂等21种，是全国煤炭开采重点县。

## 行政区划
习水县下辖4个街道办事处、20个镇、2个乡：
东皇街道、九龙街道、杉王街道、马临街道、土城镇、同民镇、醒民镇、隆兴镇、习酒镇、回龙镇、桑木镇、永安镇、良村镇、温水镇、仙源镇、官店镇、寨坝镇、民化镇、二郎镇、二里镇、三岔河镇、大坡镇、桃林镇、程寨镇、双龙乡和坭坝乡。

## 风景名胜
- 天鹅池，为丹霞地貌景观
- 望仙洞
- 飞仙石
- 习水国家自然保护区
- 蜀汉摩崖石刻
- 蜈蚣岩摩崖石刻
- 巨型长龙石刻群
- 国际洞穴探险基地
- 羊九森林公园
- 东风水库
- 桑木两岔河温泉

## 地方特产
著名特产有贵州茅台酒厂(集团)习酒公司酿造的酱香型白酒 习酒，浓香型白酒 习水大曲。二郎镇特产二郎李子香甜脆，闻名黔北川东重庆。